# سفیان بوفتینی
سفیان بوفتینی (عربی: سفيان بوفتيني؛ زادهٔ ۳ مه ۱۹۹۴) بازیکن فوتبال اهل مراکش است.
از باشگاه‌هایی که در آن بازی کرده‌است می‌توان به باشگاه فوتبال الوصل امارات، باشگاه ورزشی الاهلی قطر، و باشگاه فوتبال حسینیه اکادیر اشاره کرد.
وی همچنین در تیم ملی فوتبال مراکش بازی کرده‌است.